# Quarter horse
Hesteracen Quarter Horse (også Amerikansk Quarter Horse) er en amerikansk hesterace, der udmærker sig i at sprinte på korte distancer. Dens navn skyldes, at den er den hurtigste hesterace i distancen på en kvart mil (0,4 km). Den er stærk og udholdende, og er i mange år blevet brugt som kvæghest på de amerikanske ranches. I 2019 var der 2,7 millioner registrerede american quarter horses, hvilket gør racen til den mest udbredte i verden. I Danmark var der registreret 1285 quarter heste i 2019.
Den findes i alle farver, undtagen broget (plettet) og bliver mellem 142-163 cm. i stangmål.
Quarter hestens kompakte kropsbygning gør den egnet til en bred vifte af hestediscipliner, så som reining, cutting, working cow horse, barrel racing, kvægdrift, og andre grene af westernridningen. Quarter horse bruges også i flere engelske discipliner, så som ridebanespring, dressur, jagt og mange andre ridediscipliner.

## Historie

### Kolonitiden
I 1600-tallet begyndte USA at avle engelske fuldblodsheste med forskellige typer af "native", amerikanske heste. En af de mest kendte engelske fuldblodsheste, er "Janus", der var en fuldblodshest født i 1746, som blev importeret til Virginia i 1756. Janus' avl menes at have været med til at grundlægge det, der senere ville blive kendt som den amerikanske quarter hest.
I USA's kolonitid var hesterace en populær hobby, og her vandt kolonitidens quarter hest ofte over fuldblodshestene.

### Det 19. århundrede
I det 19. århundrede bevægede de amerikanske nybyggere sig mod vest, og her blev kolonitidens quarter hest blandet med Mustang-hesten. Resultatet af denne avl var en blandingsrace, der havde et naturligt talent og sans for at drive kvæg. Derved blev denne blandingsrace særligt populær på de amerikanske ranches. 

### Etablering af racen
Nogle af de hingste, der har bygget fundamentet for den amerikanske quarter hest er Steel Dust (f. 1843), Old Shiloh (f. 1844), Old Cold Deck (f. 1862), Lock's Rondo (f. 1880), Old Billy (f. 1880), Traveler (f. ukendt) og Peter McCue (f. 1895). Selv efter automobilens opfindelse var hesten et uundværligt redskab på de amerikanske ranches, og særligt den store ranch, King Ranch, spillede en vigtig rolle i udviklingen af den moderne quarter horse. I 1940 blev American Quarter Horse Association dannet af en gruppe hestefolk og ranchejere i det sydvestlige USA. De ønskede at sikre og bevare deres hestes stamtavler. 

## Quarter horse i dag
I dag er den amerikanske quarter hest bedst kendt for dens evner som vædeløbshest, kvægdrift, ranchhest, konkurrencehest i westerndiscipliner og ikke mindst som en god, alsidig familiehest. I USA bruges racen ofte i rodeo, men i Danmark bruges racen mest som stævnehest i westerndiscipliner.
Racens popularitet uden for USA er stigende, og i Europa er særligt Tyskland og Italien i vækst. I 2019 var der knap en halv million registrerede quarter heste uden for USA. 

## Racens karakteristika
Den optimale quarter horse er en meget smuk og harmonisk hest, med en meget typefuld, veludviklet og let genkendelig muskulatur. Hesten har et lille fint, nærmest trekantet hoved med små ører, store smukke øjne, store veludviklede kæber og en lille fin mule. Dette er dog kun det idealbillede, som danner grundlaget for den moderne avl.
Overgangen fra hoved til hals skal være åben, således at der er frihed for en stor fleksibilitet og dermed gode muligheder for korrekt holdning i enhver form for arbejde, som man måtte forlange af hesten.
Halsen skal være af tilpas længde og velansat på skulderen, som skal være på ca. 45 grader. Dette giver hesten frihed til at bevæge sig med en hastighed, som har gjort denne hest til verdens hurtigste hest på en kvart mil. Hesten har en god bringe, en stor brystkasse, en forholdsvis kort ryg og et meget hældende kryds, som gør det muligt at “sætte” sig godt, når den skal stoppe og dreje i sit arbejde med kvæget.
Hestens bagkrop er forsynet med en usædvanlig stærk og veludviklet muskulatur, som gør det muligt at sprinte med en stor hastighed og med et stærkt afsæt. En quarter hest har korte og stærke piber. Alle led er kraftige og veludviklede, og hovene er runde og sunde.
Ensfarvede heste med begrænsede aftegninger er at foretrække for denne race, men alle farver accepteres i AQHA, såfremt hestens afstamning er DNA-verificeret. 

## Galleri
- Quarter horse, Traveler (1911)
- Den kendte hingst Peter McCue (1905)